# Hydraena riparia
Hydraena riparia är en skalbaggsart som beskrevs av Johann Gottlieb Kugelann 1794. Hydraena riparia ingår i släktet Hydraena och familjen vattenbrynsbaggar. Arten är reproducerande i Sverige. Inga underarter finns listade i Catalogue of Life.